# Trophée de France 2015
Navigation
Édition précédente Édition suivante
Le Trophée de France est une compétition internationale de patinage artistique qui se déroule en France au cours de l'automne. Il accueille des patineurs amateurs de niveau senior dans quatre catégories: simple messieurs, simple dames, couple artistique et danse sur glace. En 2015 il s'appelait également Trophée Éric Bompard.
Le vingt-neuvième Trophée de France est organisé du 13 au 15 novembre 2015 à la Patinoire de Mériadeck de Bordeaux. Il est la quatrième compétition du Grand Prix ISU senior de la saison 2015/2016.

## Compétition tronquée
Seul le premier jour de compétition (vendredi 13 novembre 2015) avec les programmes courts est organisé normalement. Le second jour de compétition (samedi 14 novembre 2015) et le gala (dimanche 15 novembre 2015) sont annulés en raison des attentats en Île-de-France qui se sont succédé dans la soirée du vendredi.
Le 23 novembre, l'ISU annonce que les résultats des programmes courts sont considérées comme les résultats définitifs de la compétition, et publie le détail des changements de qualification pour la finale du Grand Prix.

## Résultats

### Messieurs
| Rang    | Nom               | Pays         | Programme court | Programme court |
| ------- | ----------------- | ------------ | --------------- | --------------- |
| 1       | Shoma Uno         | Japon        | 89.56           |                 |
| 2       | Maksim Kovtun     | Russie       | 86.82           |                 |
| 3       | Daisuke Murakami  | Japon        | 80.24           |                 |
| 4       | Denis Ten         | Kazakhstan   | 80.10           |                 |
| 5       | Patrick Chan      | Canada       | 76.10           |                 |
| 6       | Alexander Petrov  | Russie       | 74.64           |                 |
| 7       | Max Aaron         | États-Unis   | 72.91           |                 |
| 8       | Wang Yi           | Chine        | 72.08           |                 |
| 9       | Kim Jin-seo       | Corée du Sud | 71.24           |                 |
| 10      | Chafik Besseghier | France       | 68.36           |                 |
| 11      | Romain Ponsart    | France       | 62.86           |                 |
| Forfait | Florent Amodio    | France       |                 |                 |

### Dames
| Rang | Nom                    | Pays       | Programme court | Programme court |
| ---- | ---------------------- | ---------- | --------------- | --------------- |
| 1    | Gracie Gold            | États-Unis | 73.32           |                 |
| 2    | Ioulia Lipnitskaïa     | Russie     | 65.63           |                 |
| 3    | Roberta Rodeghiero     | Italie     | 58.81           |                 |
| 4    | Kanako Murakami        | Japon      | 58.30           |                 |
| 5    | Elizaveta Tuktamysheva | Russie     | 56.21           |                 |
| 6    | Gabrielle Daleman      | Canada     | 55.35           |                 |
| 7    | Angelīna Kučvaļska     | Lettonie   | 53.68           |                 |
| 8    | Angela Wang            | États-Unis | 53.60           |                 |
| 9    | Haruka Imai            | Japon      | 47.87           |                 |
| 10   | Brooklee Han           | Australie  | 47.65           |                 |
| 11   | Maé-Bérénice Méité     | France     | 46.82           |                 |
| 12   | Laurine Lecavelier     | France     | 46.53           |                 |

### Couples
| Rang | Nom                                  | Pays       | Programme court | Programme court |
| ---- | ------------------------------------ | ---------- | --------------- | --------------- |
| 1    | Tatiana Volosozhar / Maksim Trankov  | Russie     | 74.50           |                 |
| 2    | Vanessa James / Morgan Ciprès        | France     | 65.75           |                 |
| 3    | Julianne Séguin / Charlie Bilodeau   | Canada     | 64.95           |                 |
| 4    | Peng Cheng / Zhang Hao               | Chine      | 64.10           |                 |
| 5    | Nicole Della Monica / Matteo Guarise | Italie     | 64.08           |                 |
| 6    | Marissa Castelli / Mervin Tran       | États-Unis | 62.63           |                 |
| 7    | Evgenia Tarasova / Vladimir Morozov  | Russie     | 62.32           |                 |
| 8    | Miriam Ziegler / Severin Kiefer      | Autriche   | 50.56           |                 |

### Danse sur glace
| Rang | Nom                                          | Pays        | Danse courte | Danse courte |
| ---- | -------------------------------------------- | ----------- | ------------ | ------------ |
| 1    | Madison Hubbell / Zachary Donohue            | États-Unis  | 64.45        |              |
| 2    | Piper Gilles / Paul Poirier                  | Canada      | 63.94        |              |
| 3    | Aleksandra Stepanova / Ivan Bukin            | Russie      | 60.64        |              |
| 4    | Penny Coomes / Nicholas Buckland             | Royaume-Uni | 58.34        |              |
| 5    | Laurence Fournier Beaudry / Nikolaj Sørensen | Danemark    | 54.72        |              |
| 6    | Anna Yanovskaya / Sergey Mozgov              | Russie      | 52.88        |              |
| 7    | Alisa Agafonova / Alper Uçar                 | Turquie     | 47.64        |              |

## Sources
- Résultats du Trophée Éric Bompard 2015 sur le site de l'ISU
- Patinage Magazine N°145 (Janvier/Février 2016)